# Samostan Vazelon
Samostan Vazelon (grško Μονή Βαζελώνος, latinizirano: Moni Vazelonos) je ruševina v črnomorski regiji Turčije. Zgrajen je bil leta 270 in je 40 km južno od Trabzona. Justinijan I., vladar Bizantinskega cesarstva, je leta 565 ukazal samostan popraviti in je bil do 20. stoletja večkrat prenovljen. Sedanje strukture izvirajo iz ponovne gradnje leta 1410.
Samostan Vazelon je bil središče grškega pravoslavnega življenja na območju Matzouka/Maçka, ki je ohranil nekaj nadzora nad okoliškimi vasmi do svoje razpustitve. Freske na severnih zunanjih stenah cerkve, ki prikazujejo nebesa, pekel in poslednjo sodbo, so ostale stoletja.
Samostan je bil v svoji zgodovini večkrat napaden. V 500-ih letih so sasanidski perzijski napadalci vdrli v samostan in uničili njegove dele. Ubili so tudi rezidentske menihe. Leta kasneje, med prvo svetovno vojno, so turške sile napadle samostan. Vazelon je bil opuščen leta 1923 po izmenjavi prebivalstva med Grčijo in Turčijo. K propadlemu stanju samostana je prispeval vandalizem.
Iz Vazelonovega arhiva je ostalo le malo predmetov. Nekateri dokumenti so zdaj v Leningradskem muzeju, druge pa hrani Turško zgodovinsko društvo (TTK). Zgodovinarji so s temi dokumenti spoznavali življenje v Bizantinskem in Trapezundskem cesarstvu.

## Zgodovina
Vazelon je bil zgrajen v rimskih časih. Prvič je bil uporabljen leta 270 ali leta 317. Po delitvi Rimskega cesarstva leta 395 je Anatolija (vključno s samostanom Vazelon) postala del Bizantinskega cesarstva. Samostan so večkrat napadle in uničile invazivne sile. V 6. stoletju so ga oplenili Sasanidi in pobili tudi njegove prebivalce. Bizantinski cesarji so financirali samostan v 600-ih in 700-ih letih, kar mu je omogočilo širitev.
Med četrto križarsko vojno so napadalci iz Evrope oplenili Konstantinopel. Ta napad leta 1204 je razbil Bizantinsko cesarstvo. Regija Pont, ki ji je pripadal Vazelon, je postala Trapezuntsko cesarstvo. Trapezuntski cesarji so skozi srednji vek nenehno financirali Vazelon. Samostan, skupaj z drugimi velikimi pontskimi samostani, so »cesarji lepo obdarili.« Pontska regija je ostala pod trapezuntsko oblastjo do turškega osvajanja leta 1461. Vazelon je nadaljeval svoje verske funkcije v osmanskih časih in v prvi svetovni vojni. Vendar pa so med rusko okupacijo Trabzona v letih 1916–1917 zasegli nekatere samostanske dokumente. Ti ostajajo v Sankt Peterburgu.
V zadnjih letih prve svetovne vojne je v samostanu Vazelon prišlo do nasilja. Turški vojaki so zbrali Pontijce iz okolice vilajeta Trebizond, jih pripeljali v samostan in pobili. Nekatere ženske so bile posiljene, preden so jih ubili. Zadnji prebivalci samostana so bili izgnani med grško-turško izmenjavo prebivalstva leta 1923.  Večina domorodnih grških pravoslavcev, ki so se izognili grškemu genocidu, je bila prisiljena oditi v Grčijo, grški domorodni muslimani pa so bili izgnani v Turčijo. Po izmenjavi prebivalstva je en menih, Dionysios Amarantidis, odnesel ikono Janeza Krstnika iz samostana Vazelon. Prenesel jo je v samostan Agia Triada v Serresu v Grčiji.
Danes Vazelon stoji zapuščen. Vandalizem je prispeval k njegovemu propadajočemu stanju. Leningrajski muzej in Turško zgodovinsko društvo (TTK) hranita tisto, kar je ostalo od samostanskih arhivov.

## Arhitektura
Samostan Vazelon je večnadstropna kamnita stavba. Leži razrušen v Pontskem gorovju blizu Črnega morja, obdan z mešanim gozdom. Številne reke se vijejo skozi doline v tej regiji in območje prejme 100 cm  padavin na leto. Bližnje gore lahko dosežejo približno 2500 m višine.
Vazelon je bil izboljšan in posodobljen od časa njegove gradnje do časa njegove opustitve leta 1923. Zidovje samostana je narejeno iz apnene malte in lokalnega kamna, morda granita. Zunanje stene so debelejše od tistih, ki ločujejo notranje prostore. Les sestavlja streho in tla; veliko tega je sčasoma izginilo. Samostan je imel štiri nadstropja z različnimi prostori. Nekoč je imel jedilnico, kuhinjo in cisterno za zbiranje vode.
V samostan se je nekoč dostopalo po viseči leseni lestvi, ki so jo ponoči prenesli v notranjost, da bi preprečili vdor. Ta je bila odstranjena v 19. stoletju. Lesene stopnice so bile približno v istem času zamenjane s kamnitimi.
Samostan je imel dve kapeli. Nad samostanom je še ena cerkev, vzidana v jamo. Nekoč je bil v tej cerkvi zvonik. Druga kapela je stala približno 30 m severno od glavnega samostanskega kompleksa. Chrysanthos, ki je bil v zgodnjih 1900-ih metropolitanski škof v Trabzonu, je identificiral kapelo. Prebral je obstoječa besedila o samostanu Vazelon in se odločil, da je bila kapela posvečena Eliasu. Abrahamske religije priznavajo Elija kot preroka. Stavba, imenovana St. Elias v srednjeveških virih, je morda iz leta 1219.
Številne zgodovinske freske v samostanu Vazelon so ostale do danes. En strop prikazuje podobo otroka Jezusa v zibelki. Druge freske prikazujejo Poslednjo sodbo, nebesa in pekel. Ločena kapela, posvečena Eliasu, hrani  številne slike krščanskih verskih osebnosti.
Samostan je po letih zapuščenosti, iskanja zakladov in vandalizma propadel. Številne zgodovinske freske so bile pobrane, zvonik, ki je nekoč stal na vrhu samostana, pa je izginil.

## Vazelon v družbi
Samostan Vazelon je bil pomemben v srednjeveški Anatoliji zaradi svoje lokacije in bogastva. Poleg tega, da so ga financirali bizantinski in komnenski cesarji, je Vazelon ležal na cesti proti Trabzonu, zgodovinskemu trgovskemu pristanišču. Tudi samostan je bil sredi bogate, rodovitne zemlje. Nadzorovala je okoliške vasi; tudi to je povečalo njegovo bogastvo. Samostan je obdržal nekaj vpliva na bližnje vasi v 1890-ih, v poznih osmanskih časih.
Samostan Vazelon je imel tudi kratko vojaško funkcijo. V zgodnjem bizantinskem času je cesar Justinijan I. samostan uporabljal kot opazovalnico zaradi njegove visoke nadmorske višine v Pontskih gorah. Takrat so imeli Bizantinci nekaj konfliktov s Perzijskim cesarstvom, katerega meja je bila blizu samostana.
Primarna funkcija Vazelona pa je bila versko središče. Najverjetneje je bil posvečen Janezu Krstniku.
V bizantinskih in trapezuntskih časih ni bilo nenavadno, da so ljudje podarili zemljo samostanu. Nune, ki so živele na podeželju, so včasih imele v lasti kmetijska posestva, kot so gumna in polja; tisti, ki imajo posest v bližini Vazelona, bi lahko svojo zemljo odstopili samostanu. V zameno so redovnice prejele molitve v spomin na svoje življenje in življenje svojih družin. Te ženske so pogosto prihajale iz skromnih okolij. Na splošno so darovalci zemljišče uporabljali skoraj tako, kot so ga, preden so ga dali samostanu. Čeprav je veliko žensk sodelovalo s samostanom, so bile v manjšini. Trapezuntke so lahko podedovale premoženje, vendar so moški še vedno opravljali večino poslov s samostanom.
V 13. stoletju je ženska po imenu Zoe Chaldena podarila nekaj premoženja samostanu Vazelon »za rešitev [naših] duš«. Posledično sta bili imeni Chaldene in njenega moža vpisani na samostanske diptihe. V poznem bizantinskem času so verjeli, da takšne donacije zagotavljajo srečnejše posmrtno življenje. Tako premožni kot revni so zaradi tega darovali premoženje. Nekateri so namesto tega darovali vino.
Medtem ko so nekateri podarili samostanu zemljo v zameno za molitve, so drugi prodali svoja posestva Vazelonu. En primer je bil George Gabras, član vplivne družine Gabras. Imel je posest v Matzouki in jo leta 1344 ali 1345 prodal samostanu.
Vazelon je ostal središče grškega pravoslavnega življenja v regiji, dokler ni bil opuščen leta 1922/1923. Še leta 1920 je bilo okrožje Maçka v Trabzonu v Turčiji 76 % krščansko. Posebna dolina, v kateri je bil samostan Vazelon, je bila istočasno 88 % pontijska. Vazelon je prav tako obdržal nadzor nad večino svojega bogastva in zemlje do leta 1923.

## Vazelonska dejanja
Med letoma 700 in 1800 so Vazelonovi menihi vodili zapletene pisne zapise. Dokumentirali so različne lastninske dnevnike in aktualne dogodke: zemljiške posle in donacije samostanu, interakcijo med samostanom in širšo javnostjo, oporoke, odločitve, ki jih je sprejel samostan, v javni sferi zunaj Vazelona in oboroženih spopadov na območju okoli Vazelona. Vazelon je zapisoval oporoke preprostih ljudi in posle med kmeti. Danes se ti zapisi običajno imenujejo Vazelonska dejanja, kar lahko skrajšamo v Apostolska dela.
Akt ni ohranjen v celoti. Kljub temu ostajata dve zbirki samostanskih dokumentov: ena v Sankt Peterburgu v Rusiji in druga v Ankari v Turčiji. Dokumenti, ki so zdaj v Ankari, so nekoč pripadali Grškemu filološkemu društvu iz Konstantinopla; vendar je bilo to društvo razpuščeno nekaj časa po letu 1923 in turška vlada je v zgodnjih 1930-ih prerazporedila njegove različne zgodovinske rokopise. Turško zgodovinsko društvo ali TTK hrani samostanski kartular.
Ohranjeni dokumenti sodobnim učenjakom povedo veliko o bizantinski in trapezuntski zgodovini. Apostolska dela so edini viri, ki ohranjajo imena in poklicne nazive kmetov v tej regiji, kar daje zgodovinarjem nekaj informacij o življenju povprečnih ljudi v srednjeveškem Pontu.

## Vazelon danes
Vazelon in njegova dejanja so nedavno zanimala zgodovinarje. Anthony Bryer, britanski bizantinist, je bil eden takih zgodovinarjev. Osredotočil se je na Trebizondsko cesarstvo in preučeval Vazelonska dejanja, da bi izvedel več o njegovi kulturi.
Kot že omenjeno, so ohranjeni dokumenti iz Vazelona: nekateri v Ankari, nekateri v Sankt Peterburgu. V Grčiji so ohranjene tudi nabožne umetnine iz Vazelona: ikona Janeza Krstnika, ki so jo menihi vzeli s seboj v izgnanstvo po grško-turški zamenjavi prebivalstva, zdaj leži v samostanu v Serresu v Grčiji.
Leta 2014 so turški profesorji pripravili načrt za povečanje turističnega zanimanja za provinco Trabzon; njihov načrt je vključeval Vazelon kot potencialno destinacijo za verovanje, kulturni turizem. Glede na turške vire novic, ki so morda pod vplivom države ali so cenzurirane, turška vlada namerava obnoviti samostan Vazelon in ga spremeniti v turistično atrakcijo. To je del večjega projekta za oživitev starodavnih turških stavb in spodbujanje verskega turizma. Obnovitvena dela naj bi se začela leta 2020.